# Charles Winder
Charles Blish Winder junior (* 23. Juni 1874 in Wayne Township, Ohio; † 5. März 1921 in West Palm Beach, Florida) war ein US-amerikanischer Sportschütze.

## Erfolge
Charles Winder nahm an den Olympischen Spielen 1908 in London teil, bei denen er in zwei Disziplinen antrat. In der Distanz über 1000 Yards mit dem Freien Gewehr belegte er mit 87 Punkten den 16. Platz. Mit dem Armeegewehr war er Teil der US-amerikanischen Mannschaft, die über sechs verschiedene Distanzen vor Großbritannien und Kanada Olympiasieger wurde. Neben Winder gewannen außerdem William Leushner, William Martin, Ivan Eastman, Charles Benedict und Kellogg Casey die Goldmedaille. Mit 429 Punkten war er der drittbeste Schütze der Mannschaft.
Winder war Major in der United States Army.